# Protea micans
Protea micans är en tvåhjärtbladig växtart. Protea micans ingår i släktet Protea och familjen Proteaceae.

## Underarter
Arten delas in i följande underarter:
- P. m. lemairei
- P. m. makutuensis
- P. m. micans
- P. m. suffruticosa
- P. m. trichophylla